# Wesley Fofana
Wesley Fofana (ur. 20 stycznia 1988 w Paryżu) – francuski rugbysta, grający w formacji ataku w zespole ASM Clermont Auvergne oraz w reprezentacji narodowej. Mistrz Francji z sezonu 2009/10.

## Kariera klubowa
Urodzony w paryskiej 13. dzielnicy zawodnik do dwudziestego roku życia reprezentował kluby rugby z rodzinnego miasta – USO Massif Central Paris oraz Paris Université Club, zanim w 2008 związał się z drużyną Nadziei klubu ASM Clermont Auvergne, gdzie trenował pod okiem Joe Schmidta i Francka Azémy. Wystąpił z nią w dwóch finałach mistrzostw kraju w tej kategorii wiekowej, w 2009 przegrywając mniejszą liczbą zdobytych przyłożeń, triumfując natomiast w 2010 roku.
W składzie meczowym pierwszej drużyny w rozgrywkach ligowych znalazł się 7 marca 2009 roku, jednak nie pojawił się wówczas na boisku, toteż debiut zaliczył dopiero w inauguracyjnym meczu kolejnego sezonu przeciwko Bourgoin. W Pucharze Heinekena natomiast reprezentował klub już w styczniu 2009.
W listopadzie 2009 roku podpisał swój pierwszy profesjonalny kontrakt i już w tym samym sezonie zdobył z klubem z Clermont-Ferrand mistrzostwo Francji, nie występując jednak w meczach fazy pucharowej. Rok później zespół zakończył rozgrywki na półfinale, a sam Fofana coraz częściej znajdował się w wyjściowym składzie. Przełom w karierze nastąpił w sezonie 2011/12 – pod nieobecność zawodników uczestniczących w Pucharze Świata stał się rewelacją pierwszej części sezonu, w siedemnastu meczach zdobywając sześć przyłożeń. Zaowocowało to pod koniec roku 2011 podpisaniem kontraktu z klubem na kolejne dwa sezony, który był następnie przedłużany. W sezonie 2012/2013 drużyna dotarła do finału Pucharu Heinekena, w którym uległa RC Toulonnais.

## Kariera reprezentacyjna
W sezonie 2006-07 był członkiem Pôle France (z takimi zawodnikami jak m.in. późniejsi reprezentanci Francji Mathieu Bastareaud, Yann David, Yoann Maestri, Raphaël Lakafia czy Morgan Parra), a także wystąpił z reprezentacją kraju na mistrzostwach świata U-19. W następnym sezonie otrzymał powołanie do kadry U-20 i zagrał w trzech meczach Pucharu Sześciu Narodów w tej kategorii wiekowej zdobywając jedno przyłożenie.
Do reprezentowania kraju w drużynie seniorów powołany został dopiero w wieku 24 lat. Znalazłszy się w kadrze na Puchar Sześciu Narodów 2012 już w debiucie 4 lutego tego roku zdobył przyłożenie w zwycięskim meczu przeciwko Włochom. Powtórzył ten wyczyn również w trzech kolejnych meczach – przeciw Szkocji, Irlandii i Anglii.
W roku 2013 został wybrany najlepszym zawodnikiem reprezentacji kraju.